# Rivière Senneterre
Pour les articles homonymes, voir Senneterre.
La rivière Senneterre est un affluent du lac Parent, coulant entièrement dans les cantons de Tiblemont et de Senneterre, dans le territoire de Senneterre (ville), dans la municipalité régionale de comté (MRC) de La Vallée-de-l'Or, dans la région administrative de l’Abitibi-Témiscamingue, au Québec, au Canada.
La rivière Senneterre coule en zone forestière, de marais et de village, à l'est du lac Tiblemont. La foresterie et l’agriculture ont constitué les principales activités économiques de ce bassin versant ; les activités récréotouristiques, en troisième. La surface de la rivière est habituellement gelée de la mi-décembre à la mi-avril.

## Géographie
La rivière Senneterre prend sa source de ruisseaux forestiers et de marais à une altitude de 320 m. Cette source de la rivière est située dans le canton de Tiblemont, soit à 9,0 km au sud de l’ex-arrêt ferroviaire Brûleur du chemin de fer du Canadien National, à 12,9 km au sud-est du centre-ville de Senneterre (ville), à 3,6 km au nord-est du [lac Tiblemont] et à 15,1 km au sud de la confluence de la rivière Senneterre avec le lac Parent.
Cette source de la rivière est située :
- au nord-est de la ligne de partage des eaux avec le sous-bassin versant du lac Tiblemont lequel est alimenté par la rivière Louvicourt ;
- à l'ouest de la ligne de partage des eaux avec le sous-bassin versant de la rivière Lepage laquelle est un affluent de la rivière Senneterre.

Les principaux bassins versants voisins de la rivière Senneterre sont :
- côté nord : rivière Mégiscane ;
- côté est : rivière Mégiscane, rivière Assup ;
- côté sud : lac Senneterre, lac Matchi-Manitou, rivière Marquis ;
- côté ouest : rivière Saint-Vincent, rivière Lepage, rivière Louvicourt.

À partir de sa source, la rivière Senneterre coule sur 19,2 km vers le nord-ouest en formant de nombreux petits serpentins. Dans son cours, elle s’alimente de nombreux petits ruisseaux riverains, selon les segments suivants :
- 13,3 km vers le nord en s’alimentant de nombreux ruisseaux, en passant du côté est d’une montagne dotée d’une tour de communication au sommet, en passant du côté est du hameau au nord de la montagne et passant du côté ouest de l’aéroport de Senneterre, jusqu’au chemin de fer du Canadien National ;
- 4,1 km vers le nord, jusqu’à la confluence de la rivière Lepage (venant de l’est) ;
- 1,8 km vers le nord, jusqu’à la confluence de la rivière[2].

La rivière Senneterre se décharge au fond de la baie Adelphus sur la rive sud du lac Parent lequel est traversé vers le nord par la rivière Louvicourt dont le courant va se déverser sur la rive sud du lac Tiblemont.
Cette confluence de la rivière Senneterre avec le lac Parent est située à 8,9 km au sud de la confluence de la rivière Mégiscane avec lelac Parent, à 13,7 km au nord du lac Tiblemont, à 5,0 km au nord-est du centre-ville de Senneterre et à 5,7 km au nord de l’ex-gare Brûleur du chemin de fer du Canadien National.

## Toponymie
Le toponyme rivière Senneterre a été officialisé le 5 décembre 1968 à la Commission de toponymie du Québec, soit lors de sa création.